# Noord-Indochinese tijger
De Noord-Indochinese tijger of Zuid-Chinese tijger (Panthera tigris amoyensis) is de zeldzaamste ondersoort van de tijger.

## Verspreiding
Deze tijger staat op de rand van uitsterven: er leven nog minder dan 30 exemplaren in het wild. In gevangenschap leven nog ongeveer 20 exemplaren. Zijn vacht is helder met brede zwarte strepen. Deze soort leeft in Zuid-Chinese gebergten in de bossen. De meest verwante populatie komt voor in Myanmar, Thailand en Laos. In 2011 bestond het aantal Noord-Indochinese tijgers uit zo'n 300 exemplaren, waaronder 85 in Myanmar en 20 in Vietnam, maar de grootste overlevende populatie-eenheid is in Thailand, geschat op 200 tot 250 exemplaren in 2009 tot 2014. De grootste oorzaak van dat tijgerpopulatie zo daalt is omdat er heel wat medicijnen worden gemaakt van tijgerbotten.

#### Thailand
Meer dan de helft van de totale Indochinese tijgerpopulatie overleeft in het Western Forest Complex in Thailand, vooral in het gebied van het Huai Kha Khaeng Wildlife Sanctuary. Dit leefgebied bestaat uit tropische en subtropische vochtige loofbossen. Cameravalonderzoeken van 2008 tot 2017 in het oosten van Thailand hebben ongeveer 17 volwassen tijgers gedetecteerd in een gebied van 4.445 km² in het Dong Phayayen-Khao Yai-boscomplex. Verschillende individuen hadden welpen. De bevolkingsdichtheid in Thap Lan National Park, Pang Sida National Park en Dong Yai Wildlife Sanctuary werd geschat op 1 exemplaar per 100 km². In het voorjaar van 2020 werden in een afgelegen gebied van Thailand drie tijgers gefotografeerd waarvan wordt gedacht dat ze zich verspreiden. Waarschijnlijk overleeft de Indochinese tijger nu alleen in Thailand en Myanmar. In het Shangyong-natuurreservaat van Yunnan werden drie Exemplaren ontdekt tijdens onderzoeken die van 2004 tot 2009 werden uitgevoerd.

#### Laos,Cambodja
In Laos werden 14 tijgers gedocumenteerd in Nam Et-Phou Louey National Protected Area tijdens onderzoeken van 2013 tot 2017 die ongeveer 800 km² semi-groenblijvend en groenblijvend bos besloegen, afgewisseld met enkele stukken grasland. In Laos zouden er nu nog zo'n twee exemplaren over zijn, maar die zijn sinds 2013 niet meer gezien.
In Oost-Cambodja werden voor het laatst tijgers waargenomen in Mondulkiri Protected Forest en Virachey National Park tijdens onderzoeken tussen 1999 en 2007.

#### Vietnam
Vanaf de jaren zestig en eerder kwam de Indochinese tijger voor in de bergen van Vietnam, zelfs in de binnenlanden en op de eilanden. In het rapport van de Vietnamese regering op het Tiger Forum in 2004, zouden er slechts in 17 provincies tijgers zijn en leven ze in versnipperde en ernstig aangetaste bosgebieden. Tijgers waren in de jaren negentig nog steeds aanwezig in 14 beschermde gebieden, maar sinds 1997 is er geen enkele meer in het land geregistreerd.

## Kenmerken

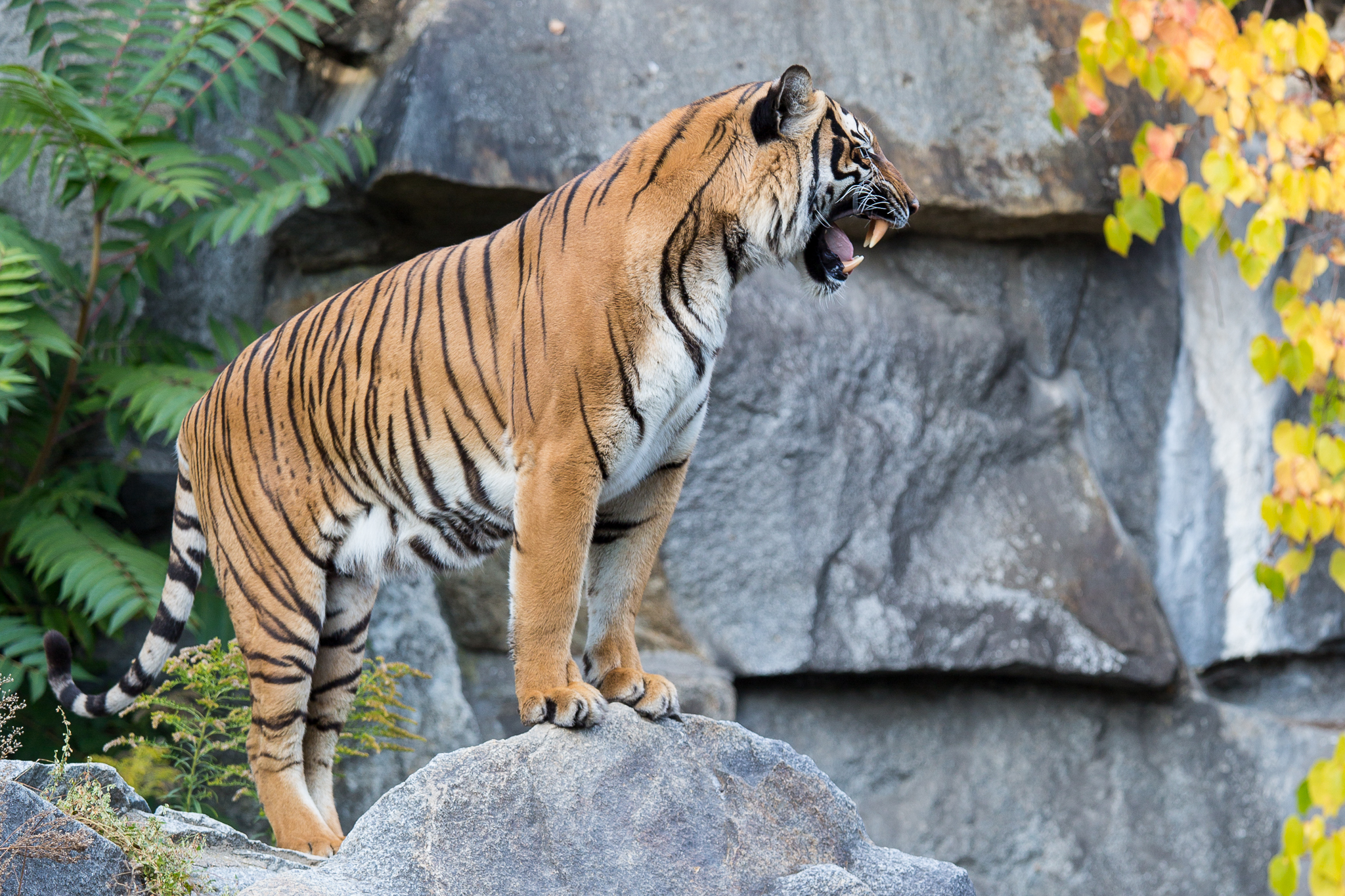
Indo-chinese tijger in dierentuin van Berlijn.

De grondkleur van de Indochinese tijger is donker met vrij korte en smalle enkele strepen; zijn schedel is kleiner dan die van de Bengaalse tijger. Elf Indochinese tijgerhuiden zijn in de collectie van het Natural History Museum, Londen en die hebben 21-31 strepen. In lichaamsgrootte is het kleiner dan Bengaalse en. Mannetjes variëren in grootte van 255 tot 285 cm en in gewicht van 150 tot 195 kg. Vrouwtjes variëren in grootte van 230 tot 255 cm en in gewicht van 100 tot 130 kg.
Siberische tijger (P. t. altaica) · Noord-Indochinese tijger (P. t. amoyensis) · Balinese tijger (P. t. balica) · Chinese tijger (P. t. corbetti) · Maleise tijger (P. t. jacksoni) · Javaanse tijger (P. t. sondaica) · Sumatraanse tijger (P. t. sumatrae) · Bengaalse tijger (P. t. tigris) · Kaspische tijger (P. t. virgata)